# Stephanie Jones
Stephanie Jones (Havre de Grace, 10 luglio 1998) è una cestista statunitense, professionista nella WNBA.